# Jablonná nad Vltavou (zámek)
Zámek Jablonná nad Vltavou je klasicistní zámek, nacházející se ve vesnici Jablonná nad Vltavou, části města Neveklova v okrese Benešov ve Středočeském kraji.

## Historie
Roku 1318 byla na místě dnešního zámku vybudována vodní tvrz patřící Eberhardovi z Jablonné. Okolo roku 1450 získali tvrz a sní celou vesnici Netvorští rytíři z Březí. Od roku 1621 je v zemských deskách zapsán jako majitel Přibík Netvorský z Březí. Přibíkovi potomci drželi Jablonnou po dobu 108 let, tedy až do roku 1729. V tomto roce Jablonnou prodal Jan Vojtěch Netvorský hraběti Josefu Janovi Kinskému. Podle průzkumu budovy a odkrytí maleb byl objekt bývalé tvrze přestaven na barokní zámek právě v době, kdy byl majitelem tento pokrokový aristokrat. V roce 1763 zakoupila zámek německá šlechtična Rosalia von Neuberg. Tento šlechtický rod vlastnil zámek spolu s vesnicí až do roku 1805. Po tomto roce se majitelé Jablonné rychle střídali, byli to spíše příslušníci nižší venkovské šlechty.
Roku 1939 byla vesnice vystěhována jednotkami SS. Vesnice se stala součástí nacistického cvičiště.
V roce 2015 si zámek prohlédlo 5300 návštěvníků.

## Toulavá kamera
Česká televize na tomto zámku natáčela díl pořadu „Toulavá kamera“.